# جين ماكان
جين ماكان (بالإنجليزية: Gene McCann)‏ هو لاعب كرة قاعدة أمريكي، ولد في 13 يونيو 1876 في بالتيمور في الولايات المتحدة، وتوفي في 26 أبريل 1943.

## وصلات خارجية
- جين ماكان على موقعبيزبول رفرنس.كوم (الدوري الرئيسي) (الإنجليزية)
- جين ماكان على موقعبيزبول رفرنس.كوم (الدوري الثانوي) (الإنجليزية)